# IL1F10
El miembro 10 de la familia de la interleucina-1 es una proteína que en humanos está codificada por el gen IL1F10 .
La proteína codificada por este gen es un miembro de la familia de citocinas de la interleucina 1. Este gen y otros ocho genes de la familia de la interleucina 1 forman un grupo de genes de citocinas en el cromosoma 2. Se cree que esta citocina participa en una red de miembros de la familia de la interleucina 1 para regular las respuestas inmunitarias adaptadas e innatas. Se han informado dos variantes de transcripción empalmadas alternativamente que codifican la misma proteína.